# Marius Țone
Marius Gabriel Țone (* 13. April 2000) ist ein rumänischer Leichtathlet, der sich auf den Sprint spezialisiert hat.

## Sportliche Laufbahn
Erste Erfahrungen bei internationalen Meisterschaften sammelte Marius Țone im Jahr 2019, als er bei den U20-Europameisterschaften in Borås mit 41,03 s den Finaleinzug mit der rumänischen 4-mal-100-Meter-Staffel verpasste. Im Jahr darauf schied er bei den Balkan-Hallenmeisterschaften in Istanbul mit 6,87 s im Vorlauf über 60 m aus und auch bei den Freiluftmeisterschaften im heimischen Cluj-Napoca kam er mit 10,87 s nicht über die ersten Runde im 100-Meter-Lauf hinaus, gewann aber in 40,55 s die Bronzemedaille im Staffelbewerb. 2021 schied er bei den Balkan-Hallenmeisterschaften in Istanbul mit 6,93 s erneut in der Vorrunde im 60-Meter-Lauf aus und Ende Juni scheiterte er bei den Balkan-Meisterschaften in Smederevo mit 10,75 s in der Vorrunde über 100 m und belegte in 40,19 s den vierten Platz im Staffelbewerb. Anschließend klassierte er sich bei den U23-Europameisterschaften in Tallinn mit 40,15 s auf dem fünften Platz mit der Staffel.
2021 wurde Țone rumänischer Meister in der 4-mal-100-Meter-Staffel und 2020 wurde er Hallenmeister im 60-Meter-Lauf.

## Persönliche Bestzeiten
- 100 Meter: 10,54 s (−1,2 m/s), 12. Juni 2021 in Erzurum
  - 60 Meter (Halle): 6,80 s, 1. Februar 2020 in Bukarest
- 200 Meter: 21,73 s (+1,4 m/s), 3. Juli 2019 in Cluj-Napoca